# Chapelle Sainte-Anne de Roucourt
Pour les articles homonymes, voir Chapelle Sainte-Anne.
La chapelle Sainte-Anne est une chapelle catholique située à Roucourt, en France.

## Historique
La chapelle est située dans le département français du Nord, sur la commune de Roucourt, rue Léon-Poutrain. Elle a été construite en 1823 comme en témoigne son fronton.

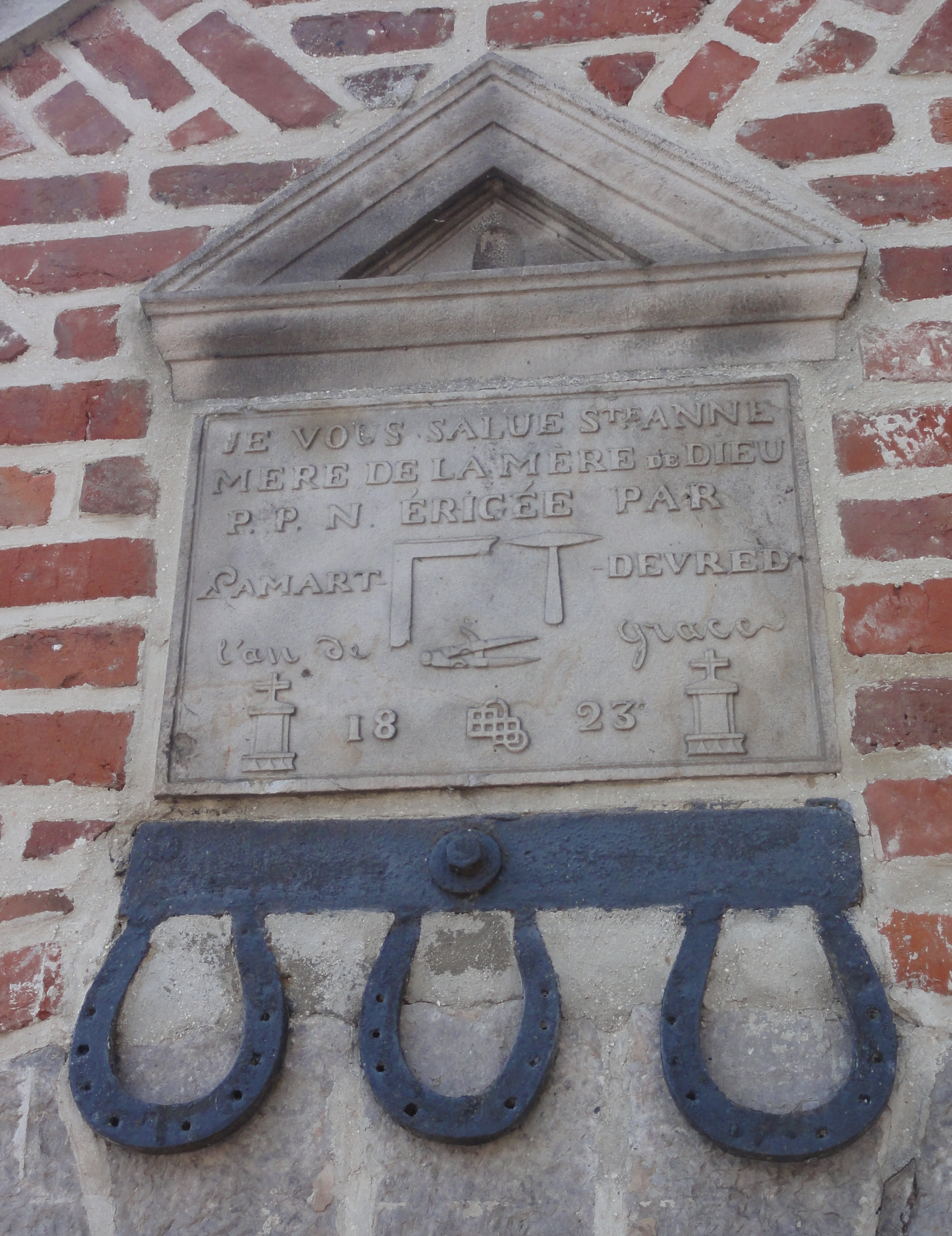
Détail du fronton.